# Emil Van den Bossche
.

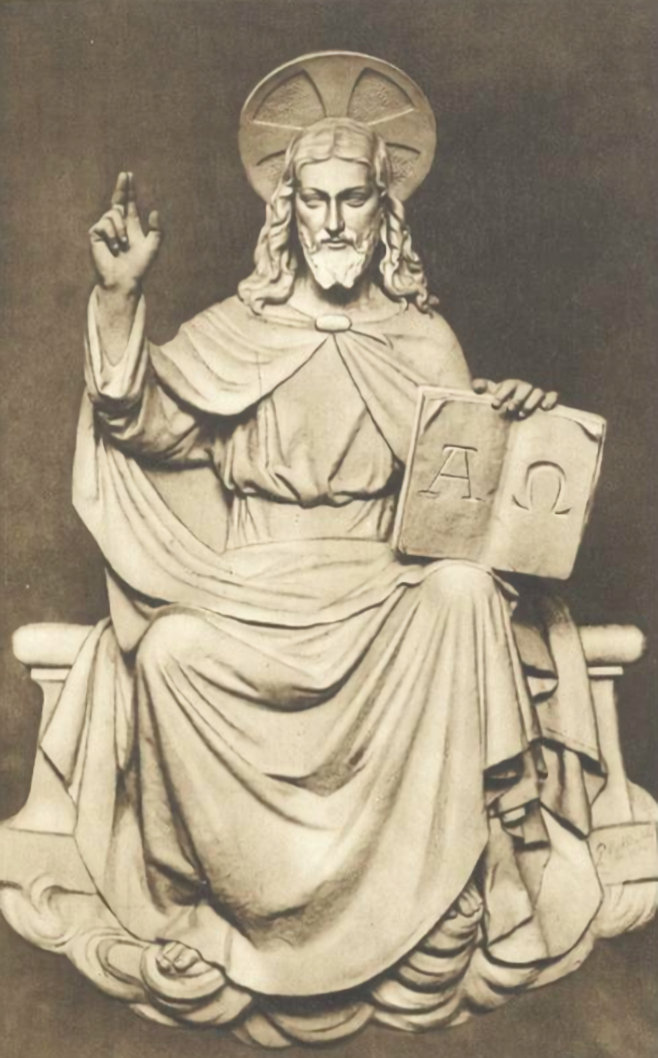
Christusbeeld voor het roosvenster van de Sint-Nicolaaskerk in Amsterdam

Pierre Elysée (Emil) Van den Bossche, geboren als Petrus Elyseus Van den Bossche (Willebroek, 14 juni 1849 – Haarlem, 20 november 1921) was een Belgische beeldhouwer, die werkzaam was in Nederland.

## Leven en werk
Emil Van den Bossche was een zoon van brouwer Joannes Baptista Van den Bossche en Joanna Maria Elisabeth de Clerck. Hij werd opgeleid aan de Koninklijke Academie voor Schone Kunsten van Brussel en werkte in de ateliers van de beeldhouwers Van den Kerckhove en Charles Van Oemberg. Hij vestigde zich in 1878 vanuit België in Amsterdam en was er tot 1882 assistent van Eduard Colinet aan de Quellinusschool. In 1894 trouwde hij met de Amsterdamse koopmansdochter Elise Knese (1857-1932), waarbij architect Eduard Cuypers en collega-beeldhouwer Willem Crevels als getuigen optraden.
Van den Bossche beeldhouwde onder meer bouwbeeldhouwwerk, portretten en religieus werk, waaronder heiligenbeelden, kruiswegstaties en altaren. Vanaf 1882 werkte hij samen met Willem Crevels. In 1893 lieten zij Eduard Cuypers het nieuwe Atelier Van den Bossche en Crevels bouwen. Zij waren onder meer verantwoordelijk voor het beeldhouwwerk aan de Gouden Koets (1898). Van den Bossche behoorde in 1901 met J.W.H. Berden, Eduard Brom, Joseph Cuypers, Jan Dunselman, Jan Kalf en Willem Molkenboer tot de oprichters van de katholieke kunstkring De Violier. Na het overlijden van Willem Crevels in 1916 werkte Van den Bossche nog twee jaar met diens zoon Ben Crevels. 
In 1919 verhuisde Van den Bossche met zijn vrouw naar Haarlem, waar hij twee jaar later overleed. Hij werd begraven op de Rooms-Katholieke begraafplaats St Barbara in Haarlem.

## Enkele werken
- 1876 gevelbeeld van graaf Filips van Rouvres voor het stadhuis van Brussel.
- 1881 kinderfries op het gebouw Droogbak in Amsterdam
- 1882 zeven gevelbeelden van wereldreizigers voor het logement Rondeel (later L'Europe) aan de Nieuwe Doelenstraat in Amsterdam.
- 1885 fries voor de Amsterdamse Melkinrichting aan de Prinsengracht in Amsterdam.
- 1886 bronzen reliëfportret van geschiedschrijver Pieter Harme Witkamp, t.g.v. diens 70e verjaardag.
- 1886-1890 Christusbeeld en symbolen van de vier evangelisten voor het roosvenster, beeld van Maria met kind voor het Maria-altaar (1890), een Heilig Hartbeeld en beelden van de heiligen Nicolaas en Gertrudis voor het interieur van de Sint-Nicolaaskerk aan de Prins Hendrikkade in Amsterdam.
- voor 1889 portret van bankier Abraham Wertheim (1805-1889), o.a. bestuurder van het Koninklijk Zoölogisch Genootschap Natura Artis Magistra. Een bronzen afgietsel werd in 1889 door Wertheims kinderen aan Artis aangeboden.[7]
- 1889 reliëfportret van professor Henri van 't Hoff.[8]
- 1889 bronzen reliëfs van het Mirakel van Amsterdam (Processie van het H. Sacrament van Mirakel en Keizer Karel voor het H. Sacrament van Mirakel) voor het hoofdaltaar van de Sint-Nicolaaskerk in Amsterdam.
- 1892 bronzen reliëf met een voorstelling van de heilige Jozef als patroon van de kerk voor het Sint-Jozefaltaar in de Sint-Nicolaaskerk in Amsterdam.
- 1893 basreliëf boven de ingang van het Koningspaviljoen en ornamenteel beeldhouwwerk aan Station Hollands Spoor in Den Haag.
- 1896 reliëfportret van mr. Felix Theodor Westerwoudt, t.g.v. diens 40-jarig jubileum als lid van de Staten van Noord-Holland. Het portret werd gebruikt voor een gedenkpenning.[9]
- voor 1904 portret van actrice Maria Kleine-Gartman.
- 1904 reliëfportret van Augustinus Callier, bisschop van Haarlem.[10]
- 1901-1921 kruisweg voor de Mozes en Aäronkerk aan het Waterlooplein in Amsterdam.[11]
- voor 1906 marmeren beeld van een liggende Sint-Willibrord voor de tombe van het hoofdaltaar in de Sint-Willibrorduskerk binnen de Veste aan de Prinsengracht in Amsterdam.[12]
- 1906 beeldhouwwerk voor het grafmonument van de familie Wiegman-Dobbelmann op de R.K. begraafplaats Buitenveldert.
- na 1906 beeld van Sint-Bavo aan de Kathedrale basiliek Sint Bavo in Haarlem.
- 1909 Jozef met kind, voor een zijaltaar in de Sint-Martinuskerk in Voorburg.[13]
- 1912-1913 personificatie van de Toneelkunst voor het Vredespaleis in Den Haag.
- 1913 beelden van Madonna met kind en Sint-Jozef voor de kapel van het retraitehuis Loyola in Vught

## Galerij

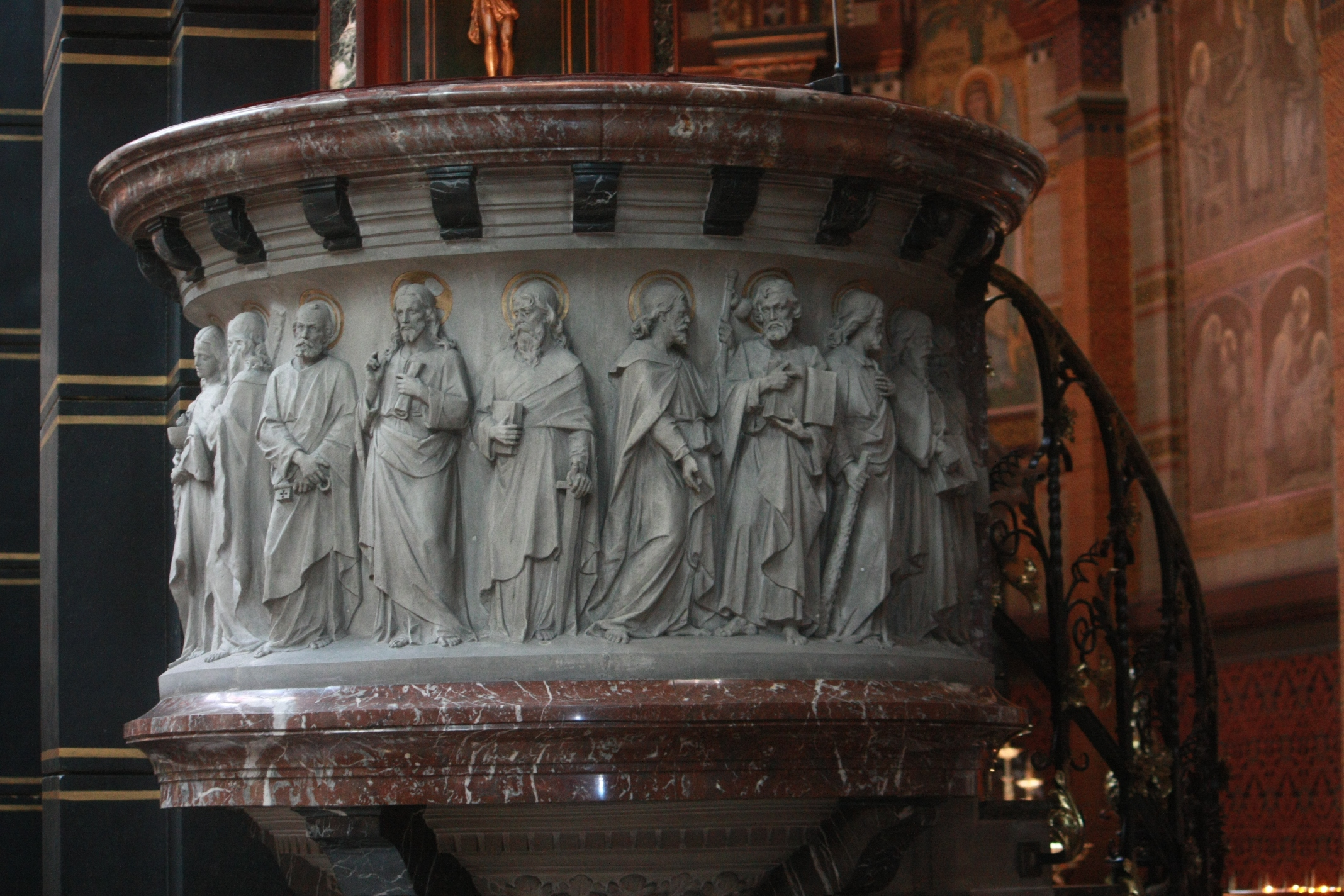
Preekstoel in de Sint-Nicolaaskerk. Ontworpen door A.C. Bleijs, uitgevoerd door Van den Bossche.
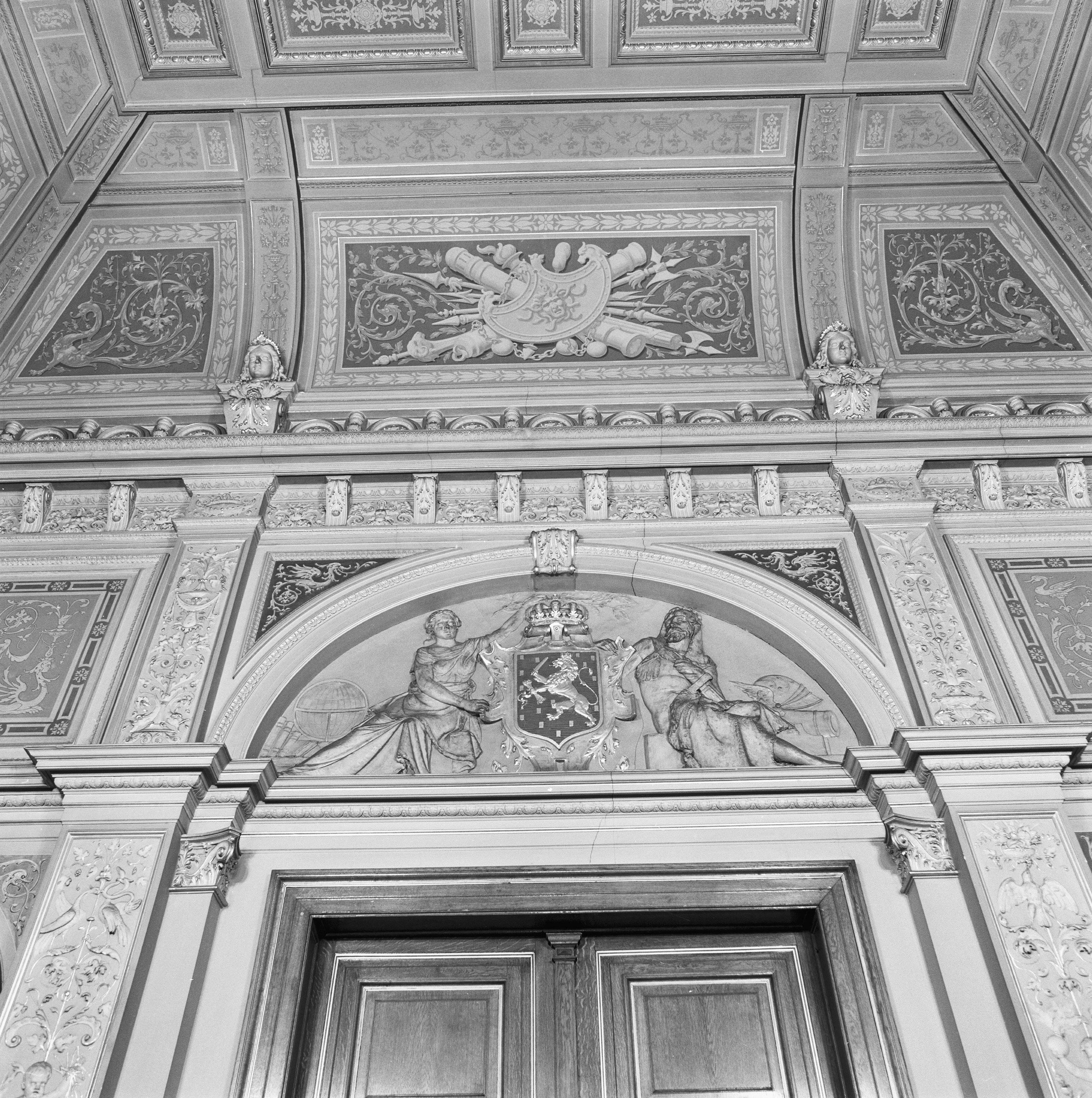
Koningspaviljoen Hollands Spoor
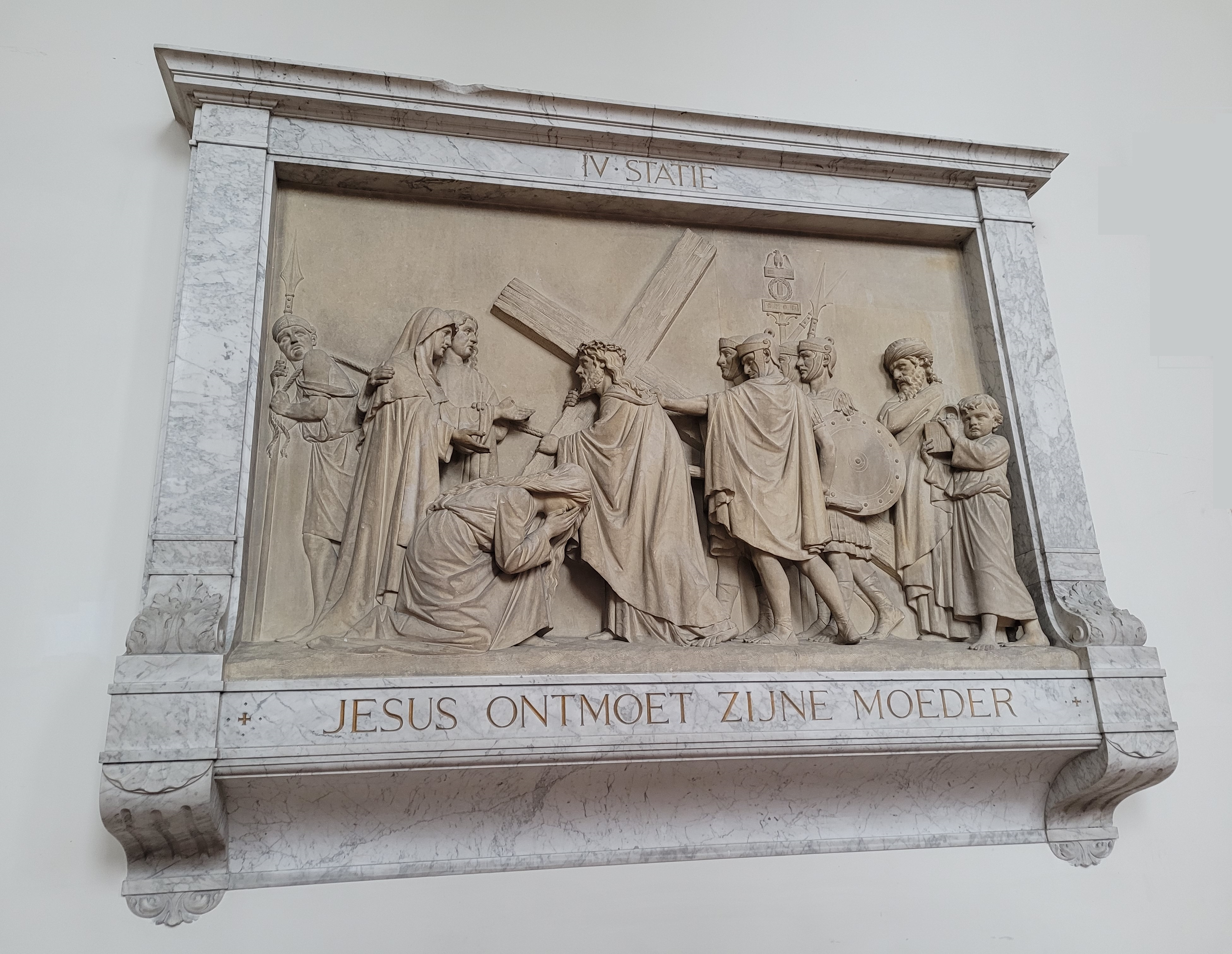
Kruiswegstatie in de Mozes en Aäronkerk